# Festival de Cheltenham

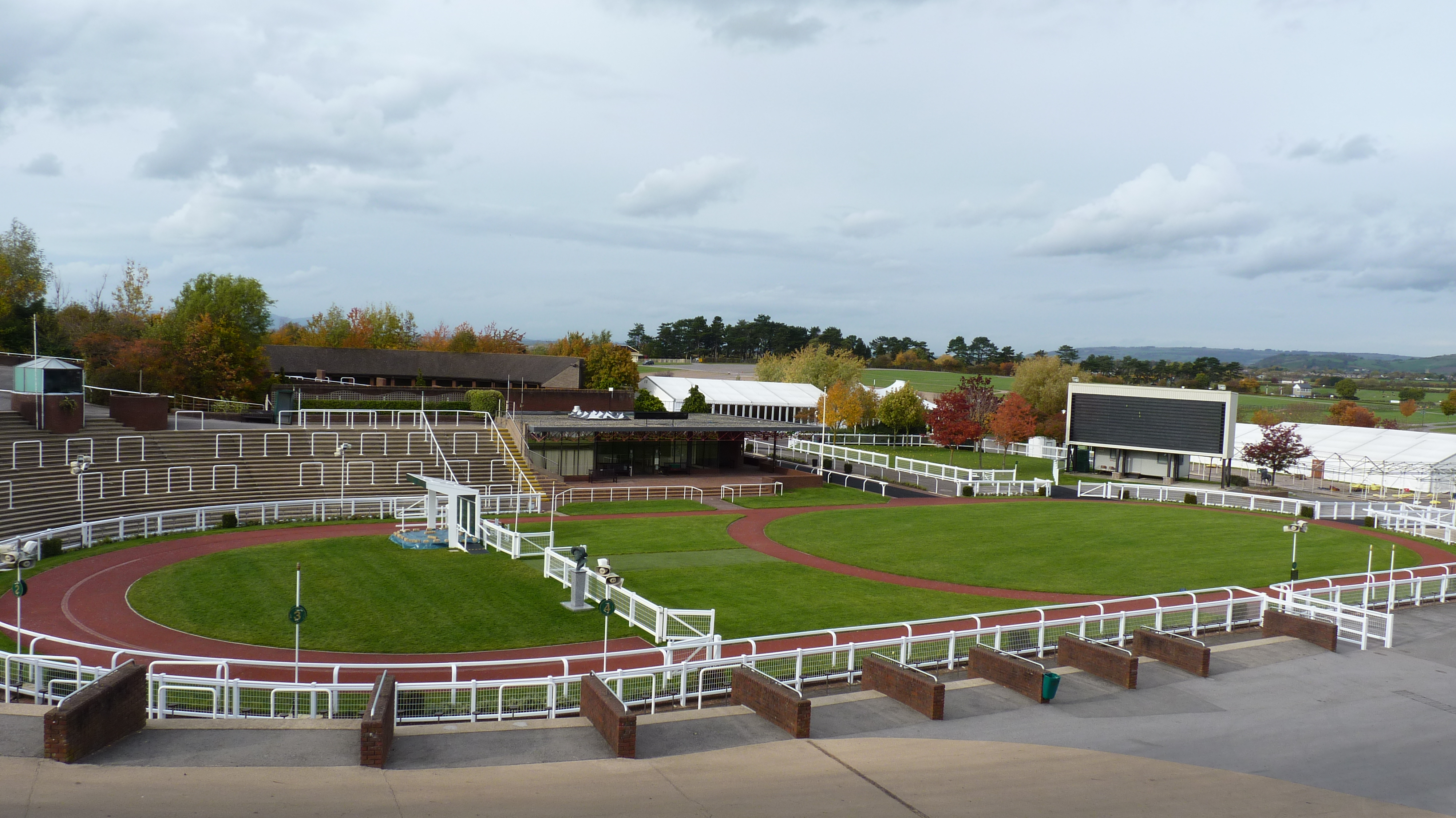
Hipódromo de Cheltenham

El Festival de Cheltenham es uno de los eventos hípicos más importantes del Reino Unido. Como el Grand National, el Festival de Cheltenham se incluye en el calendario de las carreras del National Hunt, la entidad que organiza las carreras de caballos en Reino Unido, Francia e Irlanda. Su premio es el segundo más importante del Reino Unido, tras el del Grand National.
Las carreras transcurren en Cheltenham, en la región de Gloucestershire, durante el mes de marzo, y generalmente coinciden con el Día de San Patricio, lo que hizo estas carreras muy populares entre los asistentes irlandeses.
La prueba principal es la Cheltenham Gold Cup, calificada como carrera Grupo 1 en la escala de categorización de las pruebas con una distancia de 3 millas  y 2½ furlongs (5331 m), y en su recorrido hay que saltar 22 obstáculos. En el Festival, también se celebran la Champion Hurdle, la Queen Mother Champion Chase y la World Hurdle durante un total de cuatro días. En el transcurso de las pruebas, el festival genera varios cientos de millones de libras en apuestas cada año, particularmente por ser un escenario en el que son habituales las victorias de caballos no favoritos para las casas de apuestas.

## Historia
Las carreras del hoy conocido como Festival de Cheltenham surgieron en 1860 con el nombre “National Hunt Meeting”. El encuentro no siempre se realizó en Cheltenham –nótese que la carrera de 1860 tuvo lugar en Market Harborough–, y sólo en 1861 pasó a ser realizada intermitentemente en Cheltenham.
Las carreras tienen lugar anualmente, pero varias vicisitudes obligaron a la cancelación del Festival de Cheltenham, por condiciones atmosféricas adversas (en 2008, el segundo día del Festival fue cancelado debido a fuertes tormentas), y epidemias (brote de fiebre aftosa en 2001).

## Jinetes ganadores
El mejor jinete del festival es aquel que gana más carreras a lo largo de los cuatro días. Los ganadores desde 1980 son los siguientes:
- 2023 Paul Townend (5)[6]
- 2022 Paul Townend (5)[7]
- 2021 Rachael Blackmore (6)
- 2020 Paul Townend (5)
- 2019 Nico de Boinville (3)
- 2018 Davy Russell (4)
- 2017 Ruby Walsh (4)
- 2016 Ruby Walsh (7)
- 2015 Ruby Walsh (4)
- 2014 Ruby Walsh (3)
- 2013 Ruby Walsh (4)
- 2012 Barry Geraghty (5)
- 2011 Ruby Walsh (5)
- 2010 Ruby Walsh (3)
- 2009 Ruby Walsh (7)
- 2008 Ruby Walsh (3)
- 2007 Robert Thornton (4)
- 2006 Ruby Walsh (3)
- 2005 Graham Lee (3)
- 2004 Ruby Walsh (3)
- 2003 Barry Geraghty (5)
- 2002 Richard Johnson (2)
- 2001: Festival cancelled
- 2000 Mick Fitzgerald (4)
- 1999 Mick Fitzgerald (4)
- 1998 Tony McCoy (5)
- 1997 Tony McCoy (3)
- 1996 Richard Dunwoody (2)
- 1995 Norman Williamson (4)
- 1994 Charlie Swan (3)
- 1993 Charlie Swan (4)
- 1992 Jamie Osborne (5)
- 1991 Peter Scudamore
- 1990 Richard Dunwoody
- 1989 Tom Morgan
- 1988 Simon Sherwood (2)
- 1987 Peter Scudamore (2)
- 1986 Peter Scudamore (2)
- 1985 Steve Smith Eccles (3)
- 1984 Jonjo O'Neill (2)
- 1983 Graham Bradley (2)
- 1982 Jonjo O'Neill (1)
- 1981 John Francome (3)
- 1980 Jim Wilson (3)

## Carreras
Tradicionalmente, el Festival de Cheltenham tenía lugar durante tres días, pero en 2005 se añadió un día más de carreras, de tal forma que hay un campeonato por día, y seis carreras por día, entre martes y viernes.
Recientemente, se añadieron tres carreras más al encuentro, destacando la carrera “Ladies Charity”, introducida en 2010, para apoyar a la organización Cancer Research UK. En esta carrera, todas las jockeys son mujeres. 